# Yang Wenjun
Yang Wenjun (chiń. upr. 杨文军; chiń. trad. 楊文軍; pinyin Yáng Wénjūn; ur. 25 grudnia 1983) – chiński kajakarz, dwukrotny mistrz olimpijski, dwukrotny medalista mistrzostw świata.
Zdobywca dwóch złotych medali w igrzyskach olimpijskich. W Pekinie w 2008 roku i cztery lata wcześniej w Atenach w kanadyjkach dwójkach zwyciężył (z Meng Guanliang) na dystansie 500 m. 
Jest dwukrotnym brązowym medalistą mistrzostw świata (2006, 2007) w kanadyjkach jedynkach na dystansie 500 m.